# Настављени рат
Настављени рат или Продужени рат (фин. jatkosota; швед. fortsättningskriget; 25. јун 1941 – 19. септембар 1944) се односи на непријатељства између Финске и Совјетског Савеза током Другог светског рата.
Финци су током рата усвојили овај назив да се разјасни да је ово наставак претходног Зимског рата. Совјетски Савез је сматрао овај рат као део своје борбе против Нацистичке Немачке и њених савезника, као део Источног фронта, односно Великог патриотског рата. Немачка је сматрала своје операције у овом региону као део својих укупних ратних напора на Источном фронту и пружала је Финској материјалну помоћ од критичне важности и војну сарадњу.
Акт непријатељстава између две државе је започео 22. јуна 1941, на дан када је Немачка покренула своју инвазију на Совјетски Савез. Отворени сукоб је почео 25. јуна совјетским нападима из ваздуха. Потоње финске операције су поништиле уступке након завршетка Зимског рата на Карелијској превлаци и Ладошкој Карелији. На Карелијској превлаци Финци су зауставили своју офанзиву на 30 km од Лењинграда, на предратној граници између Совјетског Савеза и Финске. Финске снаге нису директно учествовале у опсади Лењинграда, већ су уместо тога две и по године држале своје предратне територије. Совјетско ваздухопловство је 1944. године бомбардовало Хелсинки и друге веће финске градове. На крају је совјетска стратешка офанзива истерала Финце са територија које су освојили у рату, али је финска војска зауставила офанзиву у јулу 1944. Примирје је 5. септембра окончало непријатељства, а пратило га је Московско примирје 19. септембра. Париским мировним споразумом рат је формално окончан. Финска је предала Совјетском Савезу покрајину Петсамо, изнајмила луку Поркала и платила 226.500.000 долара ратне одштете Совјетском Савезу, али је задржала своју независност.